# Bongaigaon
Bongaigaon ist eine Stadt im indischen Bundesstaat Assam.
Die Stadt ist Hauptort des Distrikts Bongaigaon. Bongaigaon hat den Status eines Municipal Boards. Die Stadt ist in 25 Wards gegliedert. Sie hatte am Stichtag der Volkszählung 2011 67.322 Einwohner, von denen 34.401 Männer und 32.921 Frauen waren. Hindus bilden mit einem Anteil von über 90 % die Mehrheit der Bevölkerung in der Stadt. Muslime bilden eine Minderheit von über 6 %. Die Alphabetisierungsrate lag 2011 bei 88,2 % und damit über dem nationalen Durchschnitt.
Die Stadt ist eines der größten Handels- und Industriezentren von Assam und ganz Nordostindien. Bongaigaon ist auch das Tor zur Northeast Frontier Railway Zone der Indian Railways, dank dem Bahnhof New Bongaigaon Junction, dem zweitgrößten Bahnhof in Nordostindien.
Bongaigaon war die letzte Hauptstadt des Königreichs Kamatapur und ist Heimat vieler historischer Denkmäler der assamesischen Kultur.